# 精裝難兄難弟
《精裝難兄難弟》是1997年由曹建南執導的一部香港喜劇電影，並由羅嘉良、吳鎮宇、張可頤、舒淇、黃子華、陳百祥、陳法蓉、陳彥行等主演。由於1997年無綫電視劇集《難兄難弟》首播時大受歡迎，所以開拍了電影版並加入了時空穿越成分。不過無綫劇集中女主角之一宣萱因檔期問題，其角色邵芳芳則改由舒淇飾演。
雖然為電影版《難兄難弟》，但實際本片的故事與電視版完全不同，所以本片可算是全新的故事。除了羅嘉良、吳鎮宇和張可頤之外，其餘部分有份參與電視版的演員於本片以全新角色登場。

## 劇情
1997年，王晶衛（黃子華飾）是香港著名文藝片導演，曾獲頒「香港電影金牛獎」的「最佳導演」，卻十分瞧不起以前老套的粵語片，更在當屆以「向粵語片致敬」為主題的「香港電影金牛獎」頒獎典禮記者招待會上公開蔑視粵語片只是粗製濫造的「七日鮮」。後來，某日他被電影之神（楚原飾）穿過時空隧道帶到1967年代的粵語片製片廠華達片場，並告之定要在1967年的時空中拍一部有人欣賞的粵語片才能返回現代。
王晶衛結識了當時尚未成名的難兄難弟——李奇（羅嘉良飾）和謝源（吳鎮宇飾），以及二人的好友牛達華（陳百祥飾）。由於王晶衛的「先知先覺」，使得三人一舉成名。而李奇和謝源當時的女友——程寶珠（張可頤飾）和邵芳芳（舒淇飾），也同時傾心於才華橫溢的王晶衛。
王晶衛拍攝的三部電影《飛佬正傳》、《東蛇西鹿》、《黃飛鴻之春光炸洩》竟無一人欣賞，在絕望之際，欲跳海時竟碰到他最恥與為伍的「爛片之王」——導演王星（童年時）！小王星說自己很欣賞他的電影，並以他為偶像，立志當導演。
就在王晶衛後悔看錯人的時候，也對粵語片肅然起敬，並回到了1997年。

## 演員表
| 演員   | 角色           | 影射人物           | 暱稱/關係                    |
| 羅嘉良 | 李奇           | 呂奇               | 奇哥                         |
| 吳鎮宇 | 謝源           | 謝賢               | 四哥                         |
| 張可頤 | 程寶珠         | 陳寶珠             | 寶珠                         |
| 舒淇   | 邵芳芳         | 蕭芳芳             | 芳芳                         |
| 黃子華 | 王晶衛         | 王家衛             |                              |
| 陳百祥 | 牛達華         | 曹達華             |                              |
| 陳法蓉 | 伊秀秋         | 于素秋             |                              |
| 陳彥行 | 施家燕         | 薛家燕             | 家燕、好姨                   |
| 麥家琪 | 狄嫲           | 狄娜               |                              |
| 張達明 | 新馬佬         | 新馬師曾（鄧永祥） | 祥哥                         |
| 江欣燕 | 祥嫂           | 洪金梅             | 祥哥之妻                     |
| 王俊棠 | 關麦基         | 麦基               |                              |
| 敖志君 | 石师傅         | 石坚               |                              |
| 苑瓊丹 | 寶珠母         | 宮粉紅             |                              |
| 夏萍   | 芳芳母         | 成家和             | 邵太后                       |
| 李健仁 | 肥肥           | 沈殿霞             |                              |
| 阮兆祥 | 王星           | 王晶               |                              |
| 谷德昭 | 王天林         | 王天林             |                              |
| 罗家英 | 黄飞鸿         | 关德兴             | 黄师傅                       |
| 黎耀祥 | 羅記           | 羅文               |                              |
| 鄭丹瑞 | 高佬泉         | 高魯泉             | 《玉女添丁》拍攝時登場       |
| 楚原   | 電影之神       |                    | 最初被王晶衛誤稱為「楚活游」 |
| 李兆基 | 導演           |                    |                              |
| 吳志雄 | 導演           |                    |                              |
| 趙靜儀 | Lily           |                    | 王晶衛女友                   |
| 謝天華 | 蠱惑仔         |                    |                              |
| 朱永棠 | 蠱惑仔         |                    |                              |
| 馮素波 | 電影投資老闆娘 |                    |                              |
| 田啟文 | 警察           |                    |                              |
| 許思敏 | 牛達華新抱     |                    |                              |
| 史美儀 | 電影投資老闆   |                    |                              |

## 外部連結
- 開眼電影網上《精裝難兄難弟》的資料（繁體中文）
- 香港影庫上《精裝難兄難弟》的資料（繁體中文）
- 时光网上《精裝難兄難弟》的資料（简体中文）
- 豆瓣电影上《精裝難兄難弟》的資料 （简体中文）
- 爛番茄上《精裝難兄難弟》的資料（英文）
- AllMovie上《精裝難兄難弟》的资料（英文）
- 互联网电影数据库（IMDb）上《精裝難兄難弟》的资料（英文）